# Atlético Clube Marinhense
Atlético Clube Marinhense é um clube desportivo português sediado na Marinha Grande, distrito de Leiria, fundado em 1923.
Atualmente a equipa de futebol do Marinhense disputa o Campeonato de Portugal.

## História
Foi fundado em 1 de janeiro de 1923.
No futebol, participou 2 vezes na Supertaça da AF Leiria, 33 vezes na Divisão de Honra da AF Leiria, 7 vezes no Campeonato de Leiria e 6 vezes no Campeonato de Portugal (Quarto Escalão) (entre 1992/92 e 2009/10).
A 1 de Junho de 1923 tem o seu primeiro campo oficial. Localizado no Pinhal da Feira, foi inaugurado frente ao clube rival União Futebol Leiriense.
Anos mais tarde, em 1929, nasce, sob a ajuda do Marinhense, a Associação de Futebol de Leiria (AFL).
Nos seus anos de mais glória, em 1942/43, o Marinhense já havia conquistado seis dos primeiros nove Campeonatos Distritais e dez jogadores integravam a seleção distrital.
Começadas as construções em 1930, o Campo da Portela foi se desenvolvendo até 1955, já com bancadas e balneários.
Nos anos 60, o Marinhense conta já com várias modalidades: Atletismo, tiro aos pratos, pesca, ténis, ténis de mesa, natação, ciclismo, basquetebol, voleibol e columbofilia.
Em 1964/65 venceu, em Alvalade, o Sporting por 2-1 para a Taça de Portugal. Anos mais tarde, a 4 de Agosto de 1971, chega pela 1ª vez às oitavas-de-final da Taça de Portugal.
Chegava 1973 e o clube fazia 50 anos. O clube foi então agraciado pela Câmara Municipal com a Medalha de Prata e pelo Ministro da Educação com a Medalha de Bons Serviços Desportivos.
Hoje o Marinhense conta apenas com o futebol (por as diversas modalidades que tivera se individualizarem num só clube).

## Palmarés
- Campeonato de Leiria: (6) 1929/30, 1931/32, 1934/35, 1936/37, 1937/38 e 1942/43[6][4]
- Taça da AF Leiria: (4) 2018/19, 1965/66, 1963/64 e 1960/61
- 1º Divisão - Distrital: (2) 1966/67 e 1954/55
- Divisão de Honra da AF Leiria: (2) 2018/19 e 2016/17
- Supertaça António Vieira Ascenso: (2) 2018/19 e 2016/17

## Estádio
O Marinhense atualmente joga no Estádio Municipal da Marinha Grande, com 5 200 lugares.

## Futebol

### Histórico (inclui 14/15)
|                      | Nº Presenças | Títulos |
| -------------------- | ------------ | ------- |
| Temporadas na 1ª     | 0            |         |
| Temporadas na 2ª     | 28           |         |
| Temporadas na 2ªB/II | 9            |         |
| Temporadas na 3ª     | 25           |         |
| Taça de Portugal     | 56           |         |
| Taça da Liga         | 0            |         |